# Törökország közlekedése

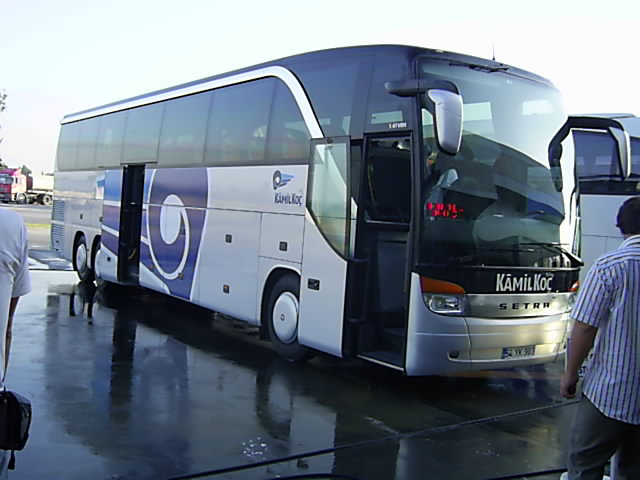
Setra típusú busz Törökországban, egy távolsági járatokat működtető társaság színeiben

Törökország közlekedésének legfontosabb szereplői az autóutak és a gépjárművek, valamint a vízi közlekedés. A sokáig háttérbe szoruló vasútnak új lendületet adott a Marmaray projekt. A nagyvárosi közlekedésben még mindig a személyautók dominálnak a tömegközlekedés helyett, ezen igyekeznek javítani, például új villamospályák és metrók építésével. Különösen Isztambul és Ankara tömegközlekedése fejlődik rohamosan. A szárazföldi és vízi közlekedés mellett egyre nagyobb teret kap a légi közlekedés is, az állami tulajdonú Turkish Airlines légitársaság mellett az országnak két nagy, magánkézben lévő légitársasága is van, az Onur Air és az AtlasJet, melyek főleg belföldi szállítással foglalkoznak.

## Vasút

Törökország vasúti hálózata a tervezett elemekkel

A törökországi vasúti pályák a Török Államvasutak (Türkiye Devlet Demir Yolları – TCDD) kezelésében vannak. Az üzemelés alatt álló hossz jelenleg 8 697 kilométer, mely az ország nagyságához képest európai szemmel ritka hálózatot alkot. A normál nyomtávú pályák elmúlt évekbeli nagyszabású villamosításának köszönhetően mára a felsővezetékkel ellátott szakaszok hossza 2 336 km.
A nagyvasúti közlekedésen túl, a hagyományos városi kötöttpályás közlekedési eszközök, a metró, és villamoshálózatok kiépítése is előtérbe került. A városok lélekszámához viszonyítva a városi kötöttpályás közlekedés hosszát, a török nagyvárosok európai szinten igen alacsony értéket mutatnak fel, 250-300 ezer főre jut egy km városi kötöttpályás hálózat.

## Közutak

### Távolsági tömegközlekedés

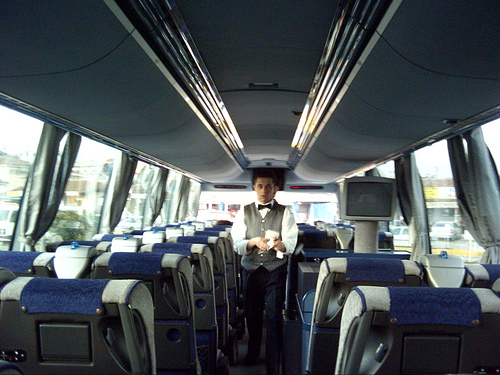
Távolsági török busz fedélzete az „utaskísérővel”, aki üdítőt és rágcsálnivalót szolgál fel az utasoknak

A távolsági tömegközlekedésben a vezető szerepet az autóbuszok játsszák. Törökországban nincs központi, állami autóbusz-társaság, helyette rengeteg, magánkézben működő céget találunk óriási választékban, akik különböző komfortfokozatú járműveikkel különböző árakon szállítják az utasokat. Autóbusszal szinte bárhonnan bárhová eljuthatunk, akár átszállás nélkül is. A legtöbb társaság igyekszik színvonalas szolgáltatást nyújtani, így például sok helyen ingyenesen szolgálnak fel üdítőket, rágcsálnivalót és frissítő kendőket a modern, légkondicionált buszok fedélzetén.
A kisebb falvak között a közlekedés folyamatosságát a dolmuşok biztosítják. Ezek körülbelül 20 fő szállítására alkalmas, kötött útvonalú kisbuszok, melyek városon belül is közlekednek, és általában bárhol leinthetők illetve megállíthatók.

### Autópálya

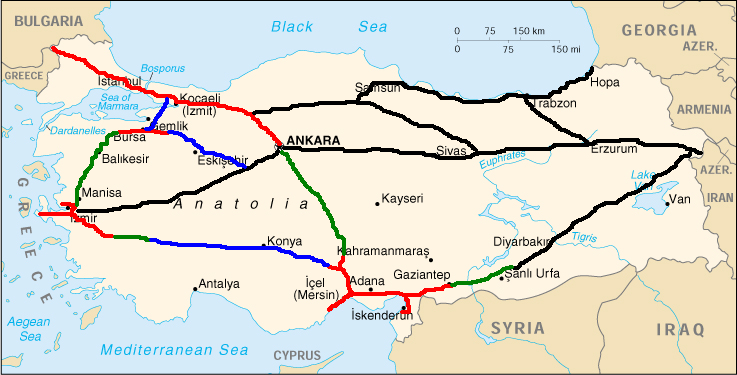
Törökország autópálya-hálózata

Törökország 2008-ban összesen 1987 kilométernyi autópályával rendelkezett. Az autópályák Otomatik Giriş Sistemi, azaz automatikus beléptetőrendszer alapján működnek, nem kell megállni a fizetéshez. Ez tulajdonképpen egy kis készülék, amit az autóra szerelnek, és amit elektronikusan lehet feltölteni kredittel. Amikor az autó elhalad az ellenőrző pont mellett, a rendszer érzékeli az OGS-készüléket, és a tulajdonos bankszámlájáról levonja az autópálya használati díjának megfelelő összeget. Az isztambuli Boszporusz-hidak is OGS rendszerrel működnek, emellett mágneskártya-elfogadó beléptetőkapuk is vannak.

### Személygépjárművek
2004-ben összesen 5 359 579 személyautót regisztráltak az országban. A legtöbb személygépjárművel rendelkező tartományok:

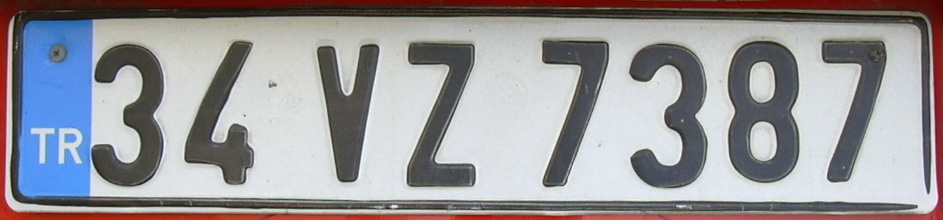
Török rendszámtábla: az első két szám a tartományt jelöli. A képen egy isztambuli rendszám látható

- 1 – Ankara (158 szgj / 1 000 fő)
- 2 – İstanbul (129)
- 3 – Muğla (106)
- 4 – İzmir (103)
- 5 – Eskişehir (98)
- 6 – Denizli (98)
- 7 – Antalya (95)
- 8 – Burdur (90)
- 9 – Kayseri (85)
- 10- Karabük (84)
- 11- Bursa (83)
- 12- Zonguldak (79)

## Vízi közlekedés

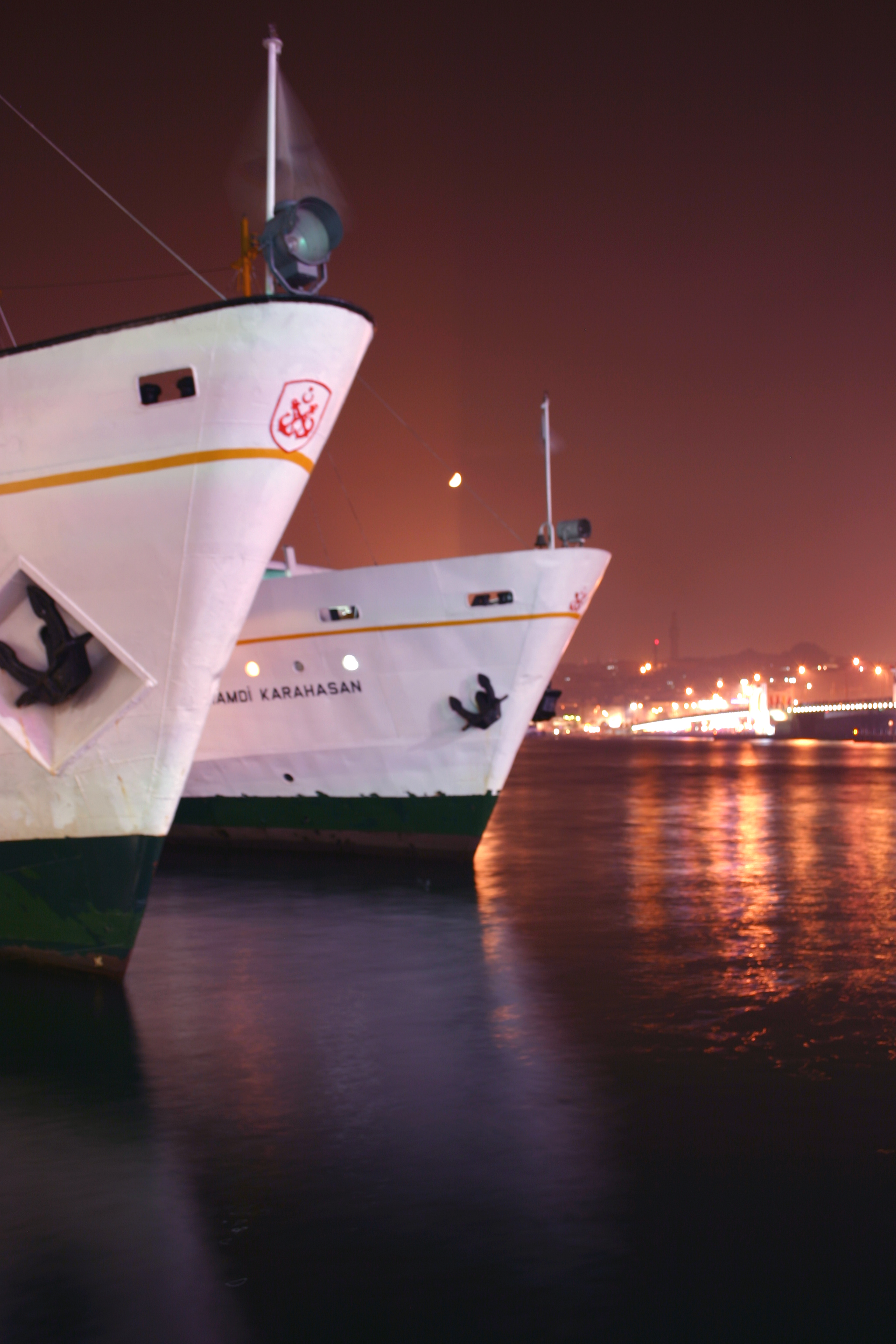
Komphajók Isztambulban

Kb. 1200 km.

### Kikötők

#### Fekete-tenger
- Hopa
- Samsun
- Trabzon
- Zonguldak

#### Égei-tenger
- İzmir

#### Földközi-tenger

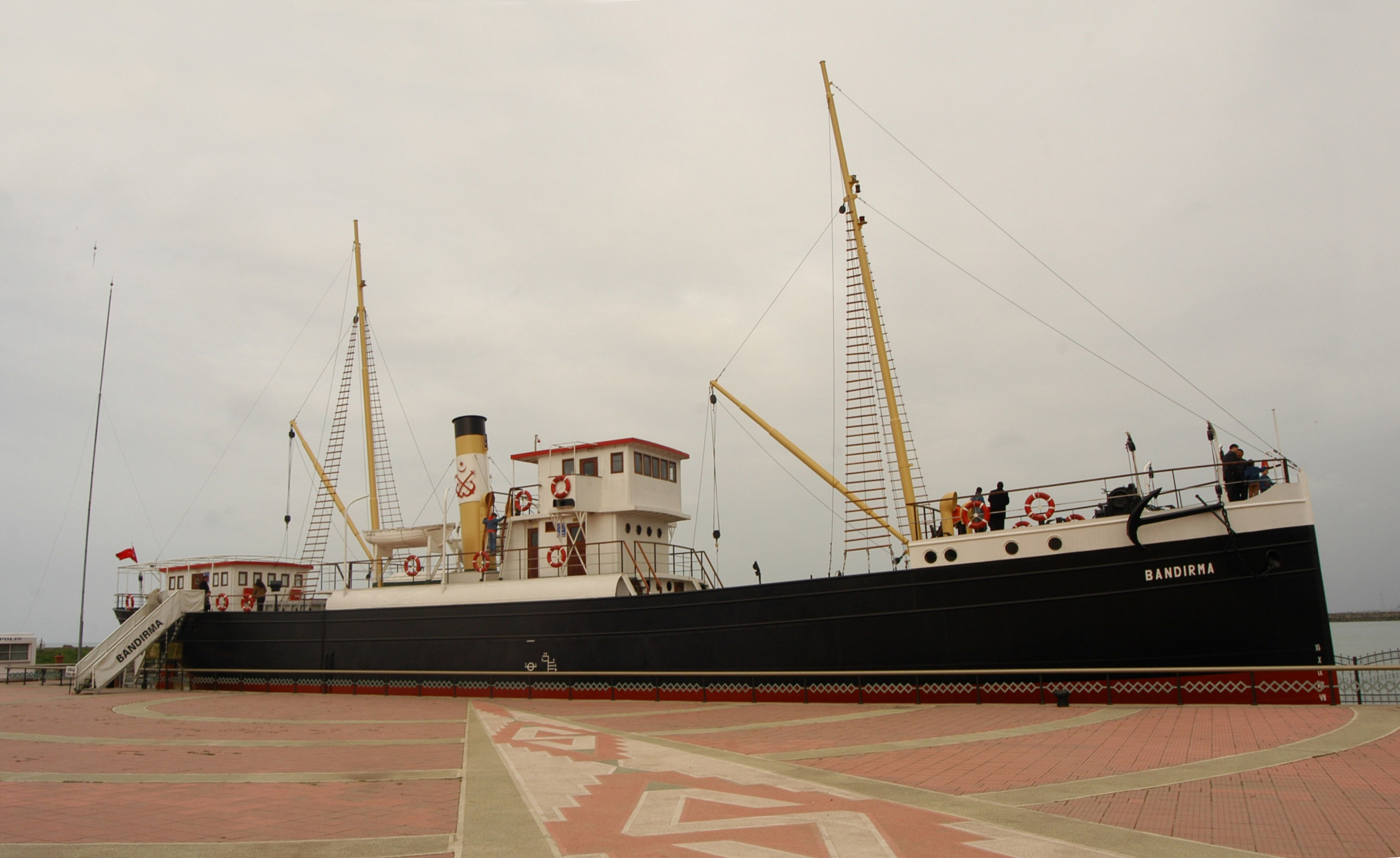
A Bandırma, Atatürk hajója, mely ma Samsun városában látható

- İskenderun
- Mersin
- Antalya

#### Márvány-tenger
- Gemlik
- Isztambul
- İzmit

### Kereskedelmi hajóállomány
Törökország összesen 547 hajóval rendelkezik.

## Légi közlekedés

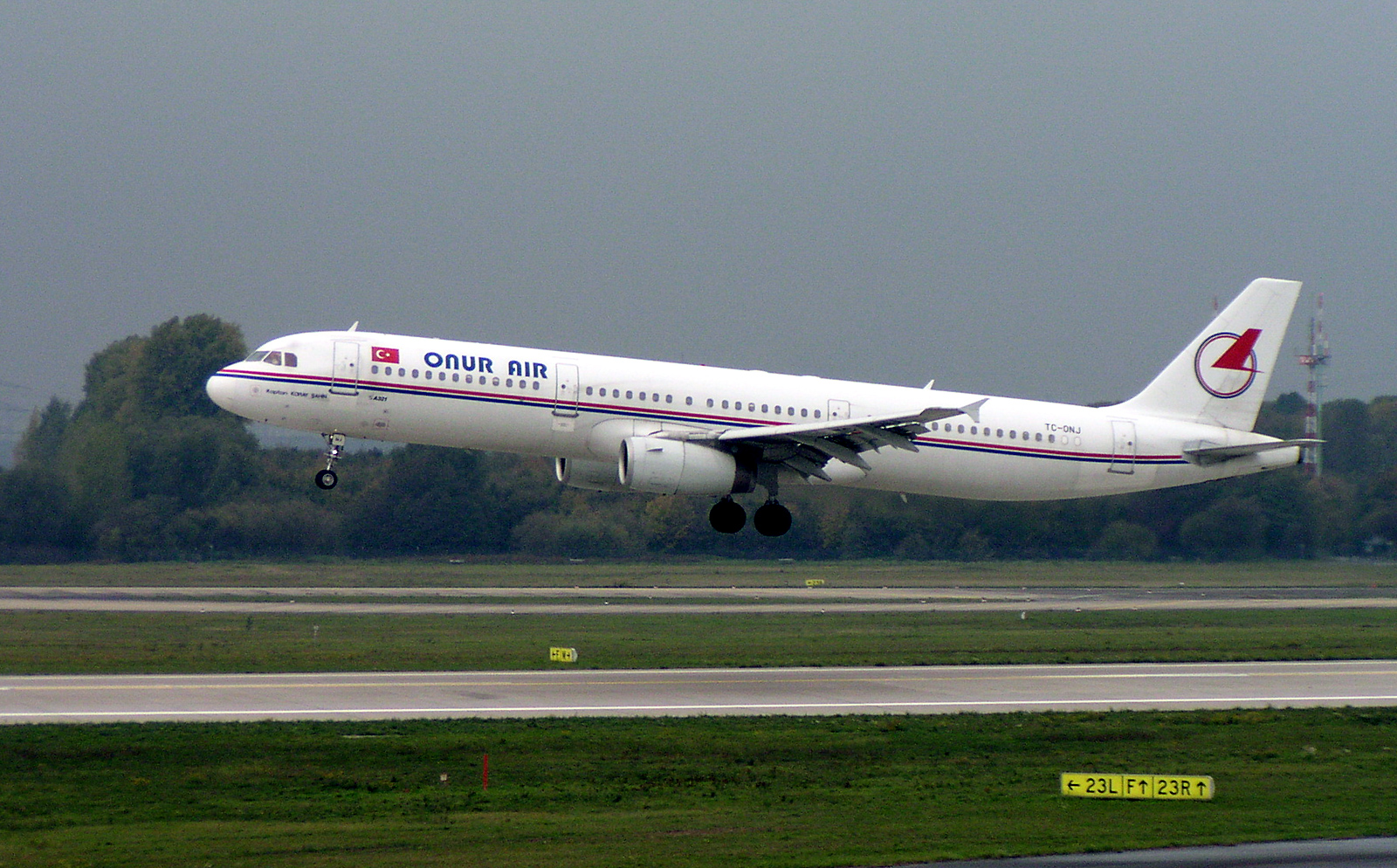
Az Onur Air Airbus A321 típusú repülőgépe

Törökországnak körülbelül 118 repülőtere van, a legnagyobb az isztambuli Atatürk nemzetközi repülőtér. A belföldi légiközlekedést három légitársaság, az állami THY, a magánkézben lévő Onur Air és Atlasjet bonyolítja. A nemzetközi forgalmat jobbára a THY viszi, de a magántársaságok is nyitnak a külföldi piac felé. A három nagy légitársaságon kívül léteznek még kisebb, főleg a turizmust kiszolgáló, charterjáratokat üzemeltető légitársaságok is, mint a Pegasus Airlines vagy a Saga Airlines.

### THY
A Turkish Airlines (törökül: Türk Hava Yolları) (THY) Törökország nemzeti légitársasága, melynek központja Isztambulban található. A társaság indít járatokat Európába, a Közel-Keletre, a Távol-Keletre, Észak-Afrikába, Dél-Afrikába és az Amerikai Egyesült Államokba. A Turkish Airlines bázisrepülőtere az isztambuli Atatürk nemzetközi repülőtér (IST), másodlagos forgalmi bázisa az ankarai Esenboğa nemzetközi repülőtér (ESB) valamint az isztambuli Sabiha Gökçen nemzetközi repülőtér (SAW). Flottája 98 repülőgéppel rendelkezik.

### Onur Hava Yolları
Az 1992-ben alapított Onur Air vagy Onur Hava Yolları flottája 29 repülőgéppel rendelkezik és jelenleg öt külföldi célpontja van: Zürich, Amszterdam, Düsseldorf, Párizs és Stuttgart.

### AtlasJet
A 2001-ben alapított Atlasjet légitársaság flottája 17 repülőgéppel rendelkezik. A társaság jobbára belföldi szállítással foglalkozik, nemzetközi járatai mind charterjáratok, többek között Németországba, Spanyolországba, Hollandiába, Magyarországra, Dániába, Franciaországba, Dubajba és Egyiptomba.

## Akadálymentesítés
A közlekedés akadálymentesítése a legtöbb helyen nem megoldott, bár a nagyobb városokban és a legforgalmasabb turisztikai célpontoknál igyekeznek a mozgássérültek igényeit is ellátni. Az újonnan épült repülőterek és az új szállodák egy része már akadálymentesített, ahogy a nagyvárosok tömegközlekedési eszközeinek egy része (újonnan vásárolt buszok és szárnyashajók) is, azonban sok még a fejlesztésre váró terület. Nem akadálymentesek például az utcák, melyek a legtöbb helyen egyenetlen felületűek, zsúfoltak, Isztambul népszerű Sultanahmet negyedében pedig még macskakővel burkoltak. A középületeknél is igyekeznek ugyan kialakítani az akadálymentes közlekedéshez szükséges infrastruktúrát, ez azonban lassan halad, és a legtöbb helyen még nem áll rendelkezésre. A sok száz, néha több ezer éves műemléképületek átalakítása igen költségigényes, így csupán a legnevezetesebbek akadálymentesítettek. A személyzet általában mindenütt igen segítőkész, így a nem akadálymentesített helyeken sem lehetetlen a mozgássérültek közlekedése.